# 龟头海蛇
饭岛氏龟头海蛇（学名：Emydocephalus ijimae）又名饭岛氏龜頭海蛇，为眼镜蛇科龟头海蛇属的爬行动物。本種分布於東亞，棲息在西北太平洋的淺海沿岸水域中。 E. ijimae 專以珊瑚礁魚類的卵為食，這使牠成為維持健康珊瑚礁生態系統的重要掠食者。

## 詞源
其種小名ijimae 是為了紀念日本動物學家飯島魁（1861–1921）而命名。

## 地理分布
分佈於中國、日本（包括琉球群島）及臺灣的沿海海域。

## 性別與成長
雄蛇的吻肛長（SVL）通常小於 75 cm（30英寸），而雌蛇有時會超過 80 cm（31英寸）。雌蛇的體重（BW）也較雄蛇大，為 170—600 g（6.0—21.2 oz），而雄蛇體重為 70—350 g（2.5—12.3 oz）。雌蛇的體重波動亦大於雄蛇。成年雄蛇通常會在初春至夏末期間體重增加，而雌蛇則有時會在深秋至初春期間體重迅速下降，之後體重再穩定回升。
新生飯島氏海蛇的SVL為 17.019 公釐。據報導，新生雄蛇的生長速度為每天增加 0.27 公釐，而雌蛇為每天 0.36 公釐。雄性大約在 19 至 28 個月之間達到性成熟，雌性則約在 19 至 26 個月之間成熟。

## 繁殖
飯島氏海蛇為卵胎生。 新生個體會在出生後的第二或第三個夏季與第三個春季開始具備生殖能力。研究指出，飯島氏海蛇屬於「收入型繁殖者」，依賴當期能量攝取來產生後代。